# Aimogasta
Aimogasta is een plaats in het Argentijnse bestuurlijke gebied Arauco in de provincie Provincia de La Rioja. De plaats telt 13.720 (del aglom.) inwoners.